# Nová Včelnice (stacja kolejowa)
Nová Včelnice – stacja kolejowa w miejscowości Nová Včelnice, w kraju południowoczeskim, w Czechach. Znajduje się na linii 228 Jindřichův Hradec – Obrataň, na wysokości 512 m n.p.m..  

## Linie kolejowe
- 228: Jindřichův Hradec – Obrataň